# Himno de Riego
Himno de Riego je španělská republikánská hymna. Hudbu složil v roce 1820 José Melchor Gomis a slova napsal Evaristo San Miguel. Píseň pojmenovali na počest bojovníka proti absolutismu Rafaela del Riega y Nuňez. Oficiální hymnou Španělska byla v letech 1822 – 1823, 1873 – 1874 a 1931 – 1939. V současnosti byla nahrazena pochodem Marcha Real, ale někdy omylem zazní jako státní hymna – např. v roce 2003 v utkání Davis Cupu na půdě Austrálie.

## První sloka a refrén
Serenos y alegres, valientes y osados,

Cantemos, soldados, el himno a la lid.

De nuestros acentos el orbe se admire

Y en nosotros mire los hijos del Cid.
Soldados, la patria nos llama a la lid.

Juremos por ella vencer o morir.
Překlad:
Sebejistí a veselí, udatní a nebojácní,

Zpívejme, vojáci, bojovou hymnu.

Naše hlasy ohromí celý svět

až v nás pozná potomky Cida.
Vojáci, vlast nás volá do boje.

Přísahejme jí, že zvítězíme nebo zemřeme.

## Varianta
Píseň byla za Francova režimu přísně zakázaná. Dodnes je symbolem španělské levice a odporu vůči monarchii. V letech občanské války se na její melodii zpíval posměšný text:
Un hombre estaba cagando,

y no tenía papel,

pasó el Rey Alfonso XIII

¡Y se limpió el culo con él!
(Jeden člověk se vysral,

a neměl papír,

okolo šel Alfons XIII.,

tak si utřel prdel do něho!)